# Hope Mirrlees

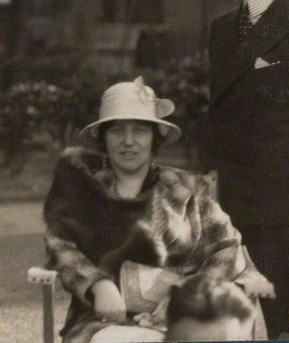
Hope Mirrlees en 1931

(Helen) Hope Mirrlees (8 de abril de 1887 - 1 de agosto de 1978) fue una poeta, novelista y traductora británica. Es conocida por Entrebrumas (1926), una novela clásica de fantasía, y por Paris: A Poem (1920), un poema experimental publicado por la editorial Hogarth Press, de Virginia Woolf y Leonard Woolf, mismo que la crítica Julia Briggs calificó como "la obra maestra perdida del modernismo, y como una obra de extraordinaria energía e intensidad, alcance y ambición".

## Biografía
Nacida en Chislehurst, Kent, pero criada en Escocia y Sudáfrica, Mirrlees asistió a la Real Academia de Arte Dramático de Londres antes de ir al Newnham College de Cambridge para estudiar griego. Mientras estudiaba en Cambridge, Mirrlees desarrolló una estrecha relación con la famosa erudita Jane Ellen Harrison, quien se convertiría en su tutora, y más tarde en su amiga y colaboradora.
Mirrlees y Harrison vivieron juntas desde 1913 hasta la muerte de esta última en 1928. Aunque pasaron su tiempo principalmente entre el Reino Unido y Francia, regresando a menudo a París para continuar con los tratamientos médicos de Harrison, sus viajes también las llevaron a otros países europeos. Ambas estudiaron ruso; Mirrlees obtuvo un diploma en ruso de la École des Langues Orientales de París y después colaboraron en varias traducciones del ruso. Mirrlees y Harrison visitaron España en 1920 y allí tomaron también lecciones de español.
Tras la muerte de Harrison, Mirrlees se convirtió al catolicismo. En 1948, se mudó a Sudáfrica y permaneció allí hasta 1963, cuando se publicó el primer volumen de su "extravagante biografía" de Sir Robert Bruce Cotton (el segundo volumen permanece inédito). También se publicaron de forma privada dos volúmenes de poesía, Poems and Moods and Tensions .
Mirrlees era amiga de Virginia Woolf,quien la describió en una carta como "su propia heroína: caprichosa, exigente, exquisita, muy culta y bellamente vestida". Su círculo de amigos famosos también incluía a T.S. Eliot; Gertrude Stein —quien menciona a Mirrlees en Everybody's Autobiography—; Bertrand Russell y Ottoline Morrell.
Mirrlees murió en Thames Bank, Goring, Inglaterra, en 1978, a los 91 años.

## Escritura
El poema modernista de 600 versos de Mirrlees, Paris: A Poem, publicado en 1920 por Hogarth Press de Leonard y Virginia Woolf es objeto de una atención creciente por parte de los estudiosos del Modernismo, inspirados por el relevante estudio de Julia Briggs. Algunos consideran que tuvo influencia en el trabajo de su amigo, T.S. Eliot, y en el de la propia Virginia Woolf.
Mirrlees ambientó su primera novela, Madeleine: One of Love's Jansenists (1919), en los círculos literarios de los Précieuses del siglo XVII, particularmente en los salones frecuentados por Mlle de Scudéry. Más tarde, Mirrlees utilizó la cultura española medieval como parte del trasfondo de su segunda novela, The Counterplot (1924).
Entrebrumas fue reimpreso en 1970 en edición de bolsillo para el mercado masivo por Lin Carter, sin el permiso de la autora, para la serie Ballantine Adult Fantasy, y luego nuevamente por Del Rey Books en 1977. El carácter "no autorizado" de la reimpresión de 1970 se explica por el hecho de que, como indicó Carter en su introducción, él mismo y la editorial ni siquiera pudieron determinar si la autora estaba viva o muerta, "ya que nuestros esfuerzos por rastrear a esta dama [Mirrlees] hasta ahora no han tenido éxito".
Desde 2000, el trabajo de Mirrlees ha experimentado otro resurgimiento en popularidad, marcado por nuevas ediciones de su poesía, una entrada en el Dictionary of National Biography y varios ensayos académicos de la crítica Julia Briggs. Así como nuevas introducciones a Entrebrumas por el escritor Neil Gaiman y el erudito Douglas A. Anderson; diversos ensayos; una breve biografía del escritor Michael Swanwick; una reimpresión facsímil de un libro de arte de Paris, a poem, editado e impreso por Hurst Street Press; y traducciones de Entrebrumas al alemán y el español.
Joanna Russ escribió un cuento, The Zanzibar Cat (1971), en homenaje a Hope Mirrlees y como una crítica a Entrebrumas, pero también a todo el género fantástico.
Hope-in-the-Mist, un libro de estudio sobre Mirrlees y su trabajo, de Michael Swanwick, fue publicado por Temporary Culture en 2009.
The Collected Poems of Hope Mirrlees fue publicado por Fyfield Books (Carcanet Press ) en 2011 (editado por Sandeep Parmar). Incluye poemas inéditos, el texto completo de Paris, a poem, sus últimos poemas y ensayos en prosa de la década de 1920. Sandeep Parmar está escribiendo actualmente una biografía de Mirrlees. También aparece en la biografía grupal Square Haunting, de Francesca Wade (2020).

### Ficción
- One of Love's Jansenists, W. Collins Sons & Co. Ltd (1919)
- The Counterplot, W. Collins Sons & Co. Ltd (1924)
- Lud-in-the-Mist, W. Collins Sons & Co. Ltd (1926)

### Poesía
- - Paris: A Poem, Hogarth Press (1919)
  - Poems, Cape Town, Gothic (1963)
  - Moods and Tensions: Poems (1976)
  - "Collected Poems of Hope Mirrlees" (2011), edited by Sandeep Parmar
  - Paris: A Poem, Hurst Street Press (2017)

### No ficción
- - "Quelques aspects de l’art d'Alexis Mikhailovich Remizov", in Le Journal de Psychologie Normale et Pathologique, 15 January – 15 March (1926)
  - "Listening in to the Past", in The Nation & Athenaeum, 11 September (1926)
  - "The Religion of Women", in The Nation & Athenaeum, 28 May (1927)
  - "Gothic Dreams", in The Nation & Athenaeum, 3 March (1928)
  - "Bedside Books", in Life and Letters, December (1928)
  - A Fly in Amber: Being an Extravagant Biography of the Romantic Antiquary Sir Robert Bruce Cotton (1962)

## Traducciones de Hope Mirrlees
- - The life of the Archpriest Avvakum by Himself (1924) with Jane Ellen Harrison
  - The Book of the Bear: Being Twenty-one Tales newly translated from the Russian  (1926) with Jane Harrison, the pictures by Ray Garnett

## Obras traducidas al español
- Entrebrumas. Penguin Random House Grupo Editorial. (2017).
- París. Un poema. Edición Bilingüe. Edición de María Isabel Porcel García. Cátedra Letras Universales. (2022).